# Natalya Merkulova
Natalya Merkulova o también Natalia Merkoulova, o también  (en ruso: Меркулова, Наталья Фёдоровна ), (Buzuluk, 19 de septiembre de 1979) es una directora de cine y guionista rusa. 

## Biografía
Natalia Merkoulova nació en la región de Orenburg Oblast, en el sur de Europa de Rusia. En 2001 finalizó sus estudios en periodismo en la Universidad Estatal de Irkutsk. Durante dos años (2002 a 2004) fue redactora jefe del canal NTS en Irkutsk (canal 21), donde presentó el programa Opinión Especial (Ossoboe mnenie).
En 2010 realizó una especialización en  la Escuela de Postgrado de Guionistas y Realizadores de Moscú, debutando en la dirección de actuación con el cortometraje La Fille. En 2009 participó en la presentación de películas de estudiantes Les new Russians en la Festival de Cine de Cannes. Luego presentó el documental Kletka sobre los niños de la región de Irkutsk que padecen el virus del SIDA.
En 2010, dirigió la primera película musical en cine 3D Help Me del grupo de rock Gorod 312.
En 2013, junto con el director Alekseï Tchoupov, comenzó la filmación de Intimate Parties que ganó un premio en el festival Kinotavr. Más tarde también con Tchoupov, dirigió la serie The Crisis of Young Age.
En 2018 también con Alekseï Tchoupov presentó The Man Who Surprised Everyone.
En 2021 fue distinguida con el Premio CIMA al mejor largometraje dirigido por una mujer en el Festival Internacional de Cine de Gijón FICX59 por Captain Volkonogov Escaped codirigido con Aleksey Chupov señalando: "Apostamos por mujeres que se atreven a pensar en proyectos ambiciosos y los llevan a cabo con enorme talento. Un tema que visto desde la mirada de una mujer cambia radicalmente el discurso. Una parábola posmoderna sobre un maltratador que se da cuenta de que tiene alma y decide salir del círculo de la violencia. Un thriller místico donde nos preguntamos si es posible el perdón”.

## Filmografía

### Directora
- 2008 : Traumatisme (Травматизм) (documental)[5]
- 2009 : La Fille  (Дочь) (cortometraje)
- 2013 : Parties intimes (Интимные места)
- 2016 : L'escalier Rodchenko (Лестница Родченко)
- 2016 : La crise du jeune âge (Кризис нежного возраста)
- 2017 :  (Яна+Янко)
- 2017 : De l'amour: Seulement pour adultes (Про любовь. Только для взрослых)
- 2018 : El hombre que sorprendió a todo el mundo (Человек, который удивил всех) con Aleksey Chupov
- 2019 :  (Колл-центр)
- 2020 : Historias muy femeninas (Очень женские истории), codirigida con Anna Saroukhanova y Lika Yatkovskaïa
- 2021 : Captain Volkonogov Escaped (Капитан Волконогов бежал) con Aleksey Chupov.

### Guionista
- 2003 : La Cage (documentaire)
- 2013 : Parties intimes (en competición en el Festival del cine ruso de Honfleur 2013)
- 2017 : Salyut 7

## Premios y reconocimientos
- 2003 : Premio del club de prensa internacional Artiom Borovik (película documental Kletka ).
- 2008 : Ganadora del premio del jurado Frontières de choc en el festival Kinochoc (por su documental Traumatisme ).[6]
- 2013 : Festival Kinotavr 2013 en Sochi por Intimnye mesta (Fiestas íntimas):[7][8]
  - Mejor ópera prima
  - Diploma del Gremio de Críticos de Cine Ruso.
- 2018 : Festival de Cine Ruso en Honfleur : Gran Premio de la ciudad de Honfleur por El hombre que sorprendió a todos (dirigido con Alexeï Tchoupov)
- 2021: Premio CIMA al mejor largometraje dirigido por una mujer por Captain Volkonogov Escaped[4]